# Waipoua hila
Waipoua hila là một loài nhện trong họ Orsolobidae.
Loài này thuộc chi Waipoua. Waipoua hila được Raymond Robert Forster & Norman I. Platnick miêu tả năm 1985.